# Swammerdamia moensis
Swammerdamia moensis is een vlinder uit de familie van de stippelmotten (Yponomeutidae). De wetenschappelijke naam van de soort werd in 1920 gepubliceerd door Embrik Strand.